# Synodontium sansingi
Synodontium sansingi är en rundmaskart som beskrevs av Stephen Donald Hopper 1963. Synodontium sansingi ingår i släktet Synodontium och familjen Axonolaimidae. Inga underarter finns listade i Catalogue of Life.